# Зловеща семейна история: Роаноук
Роаноук (на английски: Roanoke) е шестият сезон на американския антологичен сериал Зловеща семейна история. Излъчването му започва на 14 септември 2016 г. и се очаква да завърши на 16 ноември 2016 г. Това е първият път, в който премиерата на сезон на поредицата е извън октомври.
Сред актьорския състав са: Сара Полсън, Кати Бейтс, Лили Рейб, Куба Гудинг Джуниър, Анджела Басет, Денис О'Хеър, Евън Питърс, Лейди Гага и други.

## Сюжет
Сезонът е представен като документално риалити, наречено „Моят кошмар от Роаноук“ (на английски: „My Roanoke Nightmare“), което проследява историята на омъжената двойка Мат и Шелби. Те напускат дома си в Лос Анджелис и се местят в стара фермерска къща в Северна Каролина, за да започнат на чисто. По-рано, те биват нападнати и Мат е в болница известно време, а Шелби прави спонтанен аборт. Щом те се настаняват в новия си дом, необичайни паранормални събития започват да ги притесняват.

## Актьорски състав

### Главни
- Кати Бейтс в ролята на Агнес Мери Уинстед
- Сара Полсън в ролята на Одри Тиндал и Лана Уинтърс
- Лили Рейб в ролята на Шелби Милър
- Куба Гудинг Джуниър в ролята на Доминик Бенкс
- Андре Холанд в ролята на Мат Милър
- Анджела Басет в ролята на Моне Тумусийме
- Денис О'Хеър в ролята на Уилям ван Хендерсън
- Уес Бентли в ролята на Дилън
- Евън Питърс в ролята на Рори Монаън
- Чайен Джаксън в ролята на Сидни Аарън Джеймс

### Специални гост-звезди
- Лейди Гага в ролята на Скатах1
- Фин Уитрок в ролята на Джитър Полк
- Франсис Конрой в ролята на мама Полк1

### Второстепенни
- Лесли Джордан в ролята на Ашли Гилбърт
- Адина Портър в ролята на Лий Харис
- Сания Сидни в ролята на Флора Харис1
- Чарлс Малик Уитфелд в ролята на Мейсън Харис1
- Колби Френч в ролята на полицай1
- Мая Роуз Берко в ролята на сестра Миранда1
- Кристън Рейкс в ролята на сестра Бриджит1
- Грейди Лий Ричмънд в ролята на Ишмаел Полк1
- Чаз Боно в ролята на Браян Уелс
- Орсън Чаплин в ролята на Кейн Полк1
- Робин Уайгърт в ролята на мама Полк
- Естел Хермансън в ролята на Присила1
- Били Сноу в ролята на Рет Сноу

### Гост-звезди
- Джейкъб Артист в ролята на Тод-Алан Конърс
- Таиса Фармига в ролята на Софи Грийн
- Джон Бас в ролята на Мило
- Ема Бел в ролята на Трейси Логан
- Дорис Каарнс Гудуин като себе си
- Хендерсън Уейд в ролята на Гинес1
- Шанън Луцио в ролята на Даяна Крос

1Участва като актьор, който представя герой в My Roanoke Nightmare.

## Епизоди
| # | №  | Заглавие         | Режисьор              | Сценарист                | Премиера             | Първо излъчване в България | Зрители (млн.) |
| --- | -- | ---------------- | --------------------- | ------------------------ | -------------------- | -------------------------- | -------------- |
| 64 | 1  | „Глава първа“    | Брадли Бюекър         | Раян Мърфи и Брад Фалчък | 14 септември 2016 г. |                            | 5,14           |
| Шелби и Мат Милър са женена двойка, която разказва историята си за риалити предаването „Кошмарът Роаноук“. Те напускат Лос Анджелис и се местят в Северна Каролина, след като са нападнати от банда и Шелби прави спонтанен аборт. Там, те намират изоставена фермерска къща, която купуват, опитвайки да започнат живота си на чисто. Когато се местят в новия си дом, странни свръхестествени събития започват да се случват и заплашват щастието им. Мат заминава на командировка и кани сестра си, Лий, да остане със съпругата му, за да я пази. Кавга между двете ги излага на опасност, когато група хора с факли и ножове нахлува в къщата. След себе си, те оставят зловещи тотеми и запис от смъртта на мъж, който е убит от същество с глава на прасе и тяло на човек. Мат се връща и Шелби решава да избяга. Тя взима колата му, но по пътя удря жена и става свидетел на жертвоприношение в гората. |    |                  |                       |                          |                      |                            |                |
| 65 | 2  | „Глава втора“    | Майкъл Гой            | Тим Минеар               | 21 септември 2016 г. |                            | 3,27           |
| Шелби е убедена, че ритуалът, който е видяла в гората, е инсцениран и с Мат решават да останат в новия си дом. По-късно, двамата откриват горящ тотем в гората и се съгласяват да потърсят помощ от местната полиция. Необичайните събития не спират; този път, застрашавайки животите на Мат, Лий и дъщеря ѝ – Флора. Шелби и Мат откриват избено помещение в задния си двор, където намират още видеа с мъжа, чиято смърт видяха на запис. Оказва се, че той е предишен собственик на къщата, който е изследвал района. В новото видео, той разкрива детайли за други резиденти на жилището, сред които са две медицински сестри, превърнали го в старчески дом, за да убиват пациентите си. Шелби и Мат осъзнават, че са дали всичките си пари за къщата и няма как да се измъкнат. Междувременно, Лий нарушава решението за попечителство над дъщеря ѝ, като я отнема от баща ѝ и я води в къщата, за да прекара време с нея. Флора среща въображаем приятел, Присила, който ѝ казва, че всички в къщата ще бъдат убити. След това, тя изчезва и близките ѝ откриват якето ѝ на върха на вековен бор. |    |                  |                       |                          |                      |                            |                |
| 66 | 3  | „Глава трета“    | Дженифър Линч         | Джеймс Уонг              | 28 септември 2016 г. |                            | 3,08           |
| По време на търсенето на Флора, бившият съпруг на Лий е открит мъртъв. Шелби подозира Лий и след проверка на охранителните камери в къщата, се оказва, че тя е последвала Мейсън, който е излязъл от къщата през нощта. В гората е открит дом на селяци, които са оставили двама от синовете си в плевнята. Крикет, медиум, твърди, че може да намери изчезналата Флора и Лий му плаща $25 хиляди. В интервюто на Лий за риалити шоуто, тя споменава първородната си дъщеря, която губи, след като изчезва преди години. Крикет открива, че Присила е духът на момиче, живяло през XVI век, и района около къщата е обитаван от призраци, водени от Томасин „Касапина“ Уайт, първата дама на колонията от Роаноук. Заселниците противоречили на решение на Томасин, докато съпругът ѝ бил далеч от колонията и я оставили да умре в гората. Отчаяна, тя отдала душата си на мистериозна жена и възвърнала контрола си над колонизаторите, принуждавайки ги да се преместят в района край настоящия дом на Шелби и Мат. По време на среща с духовете, Шелби открива, че Мат го няма и го намира, правейки секс със същата мистериозна жена. По-късно се оказва, че Мат не помни нищо от случилото се и докато с Шелби се карат, полицията пристига и арестува Лий, предадена от Шелби. |    |                  |                       |                          |                      |                            |                |
| 67 | 4  | „Глава четвърта“ | Марита Грабиак        | Джон Дж. Грей            | 5 октомври 2016 г.   |                            | 2,83           |
| След сношението между Мат и мистериозната жена, Шелби вярва, че той и Лий са в заговор срещу нея. По-късно, Шелби е нападната от мъжа с глава на прасе, но д-р Кънингам я спасява. Той разкрива историята на паранормалната активност на къщата, като свързва събитията с 6-дневен лунен цикъл през октомври, когато собствениците на къщата изчезват, убити от Томасин. Кънингам води семейство Милър при Флора, но е убит от мъжете на Томасин. Връщайки се уплашени в къщата, Шелби и Мат откриват Крикет. Той решава да отиде в гората, където се сблъсква с мистериозната жена, която се оказва истинският лидер на колонията. Тя разказва на Крикет какво се е случило с тях. По време на поредно сношение между нея и Мат, той научава собствената ѝ история. Преди обаче тя да я довърши, те са прекъснати от виковете на Шелби. Колонията обгражда къщата, държейки Флора, но Присила ѝ помага да избяга. Шелби, Мат и Флора влизат вътре и наблюдават как нападателите изкормват Крикет. |    |                  |                       |                          |                      |                            |                |
| 68 | 5  | „Глава пета“     | Нелсън Крег           | Акела Купър              | 12 октомври 2016 г.  |                            | 2,82           |
| Дорис Гудуин разказва историята на първия собственик на имота, Едуард Филипе Мот, който използва къщата, за да съхранява колекцията си от картини и да може спокойно да води хомосексуалната си връзка с един от служителите му. По време на кървавата луна, той е принесен в жертва от Томасин. Обратно в настоящето, колонията е готова да убие Шелби, Мат и Флора. Те влизат с взлом, но тогава се появява Едуард, който им помага да избягат. Те излизат в гората, чрез таен тунел, но тогава са нападнати от семейство Полк, след като Едуард ги изоставя. Лий е освободена от затвора поради липса на доказателства. Семейство Милър се опитват да избягат и мама Полк чупи крака на Шелби. Полк връщат Милър при колонията, тъй като селските деца от плевнята, които те предадоха в полицията, се оказват техни. Когато Томасин се приготвя за убийството на Милър, синът ѝ, Амброуз, я бута в огъня като наказание за всички предишни убийства. Лий пристига обратно в къщата и взима Милър, които успяват да избягат. |    |                  |                       |                          |                      |                            |                |
| 69 | 6  | „Глава шеста“    | Анджела Басет         | Нед Мартел               | 19 октомври 2016 г.  |                            | 2,48           |
| Шоуто „Кошмарът Роаноук“ се оказва хит, привлякъл цели 23 милиона зрители. Успехът кара продуцента, Сидни, да създаде продължение – „Завръщане в Роаноук: Три дни в Ада“, връщайки актьорите и истинските личности в къщата за три дни, по време на кървавата луна. Сидни разкрива, че мотивът му за новото шоу е да разобличи Лий като виновна за убийството на Мейсън. Истинската Шелби няма желание да участва в продължението, но решава да го направи заради шанса отново да бъде със съпруга си. Странни събития се случват на екипа, който се подготвя за снимките на новото предаване. След началото на шоуто, актьорите се запознават с паранормалната същност на къщата. Появява се надпис, който съобщава, че по време на снимките, всички участници, освен един, са били убити и предаването така и не е било излъчено. Първата жертва се оказва Рори, който представя Едуард Мот в „Кошмарът Роаноук“, убит от медицинските сестри. |    |                  |                       |                          |                      |                            |                |
| 70 | 7  | „Глава седма“    | Елъди Кийн            | Кристал Лиу              | 26 октомври 2016 г.  |                            | 2,62           |
| |    |                  |                       |                          |                      |                            |                |
| 71 | 8  | „Глава осма“     | Гуинет Хордър-Пейтън  | Тод Кубрак               | 2 ноември 2016 г.    |                            | 2,20           |
| |    |                  |                       |                          |                      |                            |                |
| 72 | 9  | „Глава девета“   | Алексис О. Корицински | Тим Минеар               | 9 ноември 2016 г.    |                            | 2,43           |
| |    |                  |                       |                          |                      |                            |                |
| 73 | 10 | „Глава десета“   | Брадли Бюекър         | Раян Мърфи и Брад Фалчък | 16 ноември 2016 г.   |                            | 2,45           |
| |    |                  |                       |                          |                      |                            |                |